# Isabeli Fontana
Isabeli Bergossi Fontana (Curitiba, 4 de julio de 1983) es una supermodelo brasileña.

## Carrera

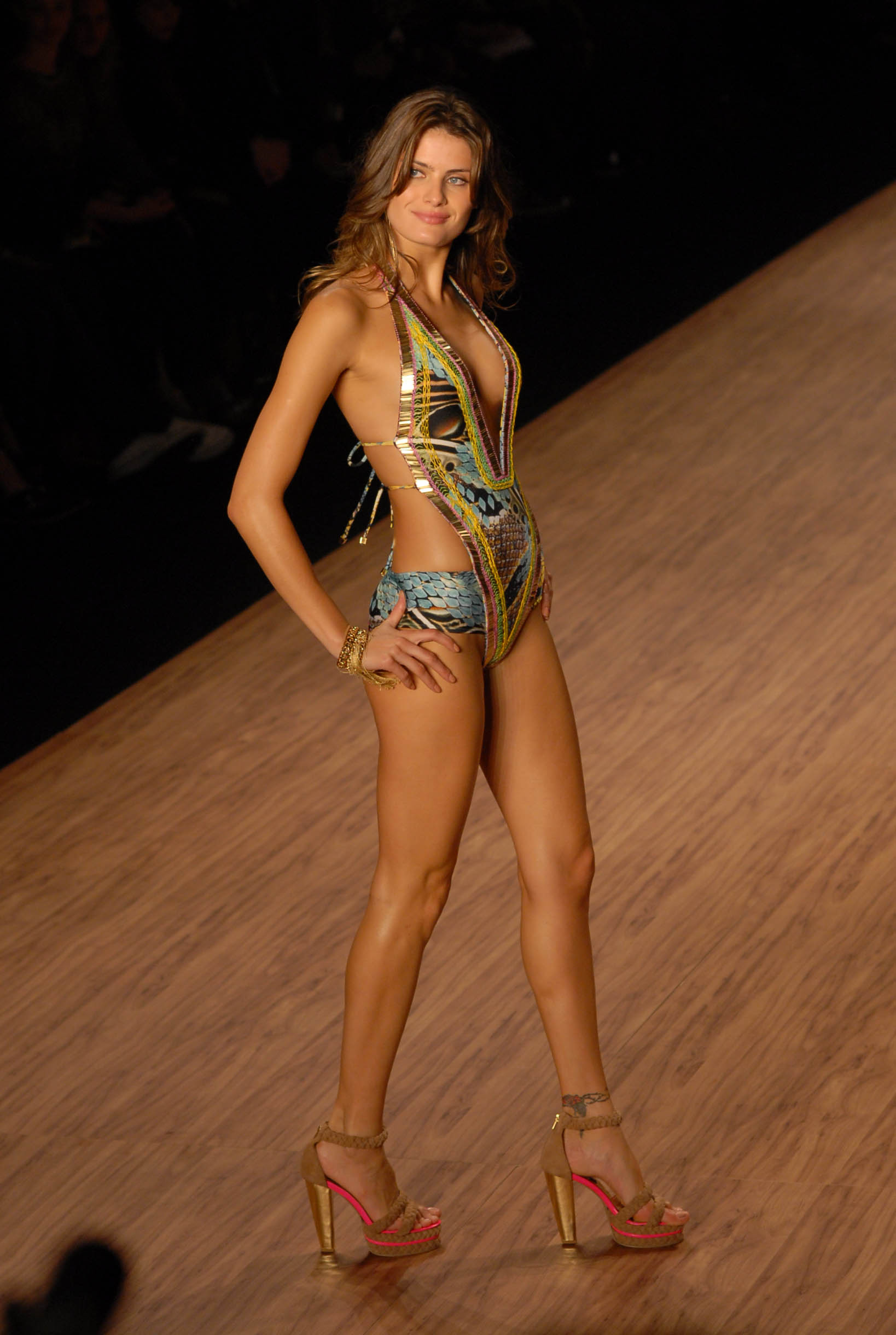
Isabeli Fontana desfilando en 2011.

Con 13 años participó en 1996 en la final del concurso Elite Model Look. Se mudó del Sur de Brasil a Milán en 1997 para emprender su carrera de modelo. En 1999, con 16 años, fue retratada en el catálogo de lencería de Victoria's Secret. Su aparición dio lugar a una polémica sobre si era oportuno incluir en los catálogos a modelos de menos de 21 años. En cualquiera caso esa polémica le brindó fama. 
Después de trabajar para Victoria's Secret trabajó para Versace, Ralph Lauren y Valentino. Posó para publicaciones como Sports Illustrated, Marie Claire, ILLA o Vogue. Apareció en la campaña publicitaria de Dolce & Gabbana para la colección primavera-verano de 2011, inspirada en las tradiciones femeninas sicilianas, junto con Alessandra Ambrosio, Izabel Goulart y Maryna Linchuk en el año 2013 esta top model es considerada como una de las más sexy del mundo. Es la nueva imagen de la firma de lencería colombiana Leonisa. 

## Vida personal
Se casó con el modelo Álvaro Jacomossi pero se divorciaron en 2004. Su hijo, Zion, nació en 2003. Fontana se casó con el actor y modelo Henri Castelli el 10 de diciembre de 2005, y su hijo, Lucas, nació el 23 de octubre de 2006 en São Paulo. Fontana y Castelli se divorciaron en 2007. Estuvo comprometida con Rohan Marley pero terminaron a principios de 2013.

## Agencias
- Women Management - Nueva York
- Traffic Models - Barcelona
- Louisa Models
- Storm Model Agency
- Mega Models - Miami, São Paulo, Colombia
- 2pm Model Management - Dinamarca
- Vision Model Management
- Silent Model
- ZM Management
- MY Model Management